# 天野春一
天野 春一（あまの しゅんいち、1917年3月26日 - 1985年11月23日）は、日本の経営者。東京都出身。

## 経歴
1939年に慶應義塾大学経済学部を卒業し、同年に三井物産に入社。
1945年に日本車輌製造に転じ、取締役に就任し、1949年4月に専務を経て、1955年1月には社長に就任。1982年6月に会長に就任し、1982年8月から1983年6月までに高橋宏社長の急逝により、社長も兼任した。
1985年11月23日肝腫瘍のために死去。68歳没。